# ドン・フリーマン
ドン・フリーマン（Don Freeman、1908年8月11日 – 1978年2月1日）は、アメリカ合衆国の画家、版画家、漫画家、児童書作家、児童文学イラストレーターである。1930年代から1970年代にかけて活躍した作家である。代表作には、『くまのコールテンくん(Corduroy)』がある。代表作の背景には頻繁にニューヨークのタイムズ・スクエアが登場する。

## 生涯
アメリカ合衆国のカリフォルニア州サンディエゴで生まれた。ミズーリ州セントルイスで高校を卒業したのち、サンディエゴ美術学院に進学した。同学院時代はダンスバンドのためのトランペット演奏をしながら、絵を学んだと言われている。大学卒業後、船のオーケストラでのコルネット演奏を行い、それによって、ニューヨークに行くための船賃を稼ぎ 、1928年末に、ニューヨーク州ニューヨークに移住した。このようにフリーマンは、ジャズミュージシャンとしても活動を行っていた。
フリーマンがニューヨークに到着したのは、1929年のウォール街大暴落の数日前であったと言われている。その後、ダンスバンドのミュージシャンとして生計を立てた 。  
ニューヨークで活動を始めたフリーマンはアート・スチューデンツ・リーグ・オブ・ニューヨークに参加し、ジョン・スローン、ハリー・ウィッキー、キャサリン・Ｅ・チェリーの下でグラフィックデザインとリトグラフを学んだ
。
兄弟はホテル宿泊業の経営者として知られている、ウォーレン・フリーマン(Warren Freeman)。妻は同じく作家であるリディア・フリーマン(Lydia Freeman)で、最終的に夫婦ともにカリフォルニア州サンタバーバラへと移住し、そこで生涯を過ごした。

## 作品の特徴
ニューヨークに在住していた1930年代から1950年代初頭にかけて、社会実在論的な立場から自身の作品を制作する、都市生活型のイラストレーターであり、彼の作品の主たるテーマには、頻繁に、ブロードウェイの劇場や政治、サーカスなどが登場していた。
常日頃よりスケッチブックを持ち歩いていることで知られており、その作品には彼がニューヨーク市の街角や劇場、地下鉄で観察した人々の姿が捉えている。彼の作品にはショーガールやバワリー・ボーイズ、酔っ払い、リンゴ売り、窓ガラス清掃員など、運に恵まれずに暮らしている市井の人々が描かれている。
フリーマンによって描かれた漫画やイラストは、『ニューヨーク・ヘラルド・トリビューン』『ニューヨーク・タイムズ』『クリスチャン・サイエンス・モニター』などに定期的に掲載されていたという。
1936年から1968年まで『ドン・フリーマンのニューススタンド(Don Freeman's Newsstand)』と題する雑誌を自費出版していた。本誌は、最初の10年間は季刊誌として刊行された後、不定期刊行となった。本誌のキャッチコピーは、「リトグラフによって描きだされる、時代の兆候(Signs of the Times in Lithographs)」であった。本誌には、大恐慌期および第二次世界大戦期のニューヨークの日常を記録するとともに、当時有名だった作家などによって寄稿された記事を掲載されていた。また戦後に発刊された号では、第二次世界大戦後のロサンゼルスを生きる人々の生活がイラストで描きだされた。また、この雑誌には、フリーマンが本誌のためにオリジナルで制作したリトグラフ作品が収録されていた。
作家としての仕事が展開するにつれ、イラストで用いる色調はより明るいものになっていった。また、テーマとしてもより明るいものを描くようになっていった。
1951年、児童書のイラスト制作を担当するようになった。そのきっかけは、ウィリアム・サローヤンからの依頼であったと言われている。サローヤンは彼に何冊かの絵本のイラストを製作するよう依頼し、それがフリーマンと児童文学作品とが出会うきっかけとなった。サローヤンがイラスト制作を依頼した児童文学作品の中には、彼の代表作のひとつと言われる『ヒューマン・コメディ(Human Comedy)』が含まれる  。
最も大きな影響を与えたのは、風刺画家・油彩画家のオノレ・ドーミエであり、ドーミエの作品を数多く研究していた。特にドーミエの風刺画に関心を持ち、彼の風刺画について研究を重ねたと言われている 。また、フリーマン自身もドーミエよって著された数多くの書籍をもっていた。
生涯で20冊以上もの絵本・児童書の作家、兼、イラストレーターとして活躍した。最も知られているのは絵本『Corduroy』であり、日本では『くまのコールテンくん』として知られる。同作は1984年にアメリカで短編実写映画として制作され、日本でも「世界絵本箱」シリーズの1作として日本語吹き替え版が発売された。1990年代には、オリジナルビデオシリーズのアニメーション作品として販売された。また2000年には公共放送サービス(PBS)のブックワーム・バンチで、初のカナダ制作のアニメ番組として放映された。フリーマンの死後にも別の作家によって続編が執筆されている。
単著で多くの絵本・児童書を出版しているが、妻のリディア・フリーマンも彼の業績に多くの貢献をしている。リディアとの共著には、『オペラハウスのなかまたち（Pet of the Me）)』『機関車シュッポと青い しんがり貨車（Chuggy and the Blue Caboose）』の2冊がある。それ以外にも夫の創作に多大な影響を与えており、フリーマン自身も多くの作品のインスピレーションを彼女から得ていたと言われている。
リディア自身も、著名なアーティストとして知られており、フリーマンによる自伝『Come One, Come All』の中で、「彼女は自分よりも優れた水彩画家であった」と述べている。
自身の作品を音読し、自身の周囲にいる子供たちに読み聞かせることで、自身の作品についてのフィードバックを得ていた.。彼自身が、児童書の作品・イラスト制作・出版に関心を寄せる人々に対して語ったところによれば、「子供の本の物語の真髄は単純さでありながら、単純さではない」のだという。
1976年、ニューヨーク市を描いた一連の作品群に対して同市から表彰された。ニューヨーク・デイリーニューズは、当時のニューヨーク市長・エイブラハム・ビームがフリーマンに贈呈した表彰状について報じている。表彰状の授与は、当時開催された、フリーマンの個展のオープニングのなかで行われたという 。
『クリスチャン・サイエンス・モニター』は、ドン・フリーマンが全国的に広く知られていることを示すものとして、1976年に開催されたフリーマンの個展と1978年の回顧展について報道を行っている。これらの展覧会では、フリーマンのドローイング、油絵、版画、および展覧会限定版の『ドン・フリーマンのニューススタンド』が展示されたという。
フリーマンの死後、リディアは慈善財団を設立。1999年に死去するまで作家活動も続けた。息子のロイ・フリーマン(Roy Freeman)は未発表だった『子リスのアール（Earl the Squirrel）』を編集して2005年に出版。また、挿絵とストーリーラインだけで未完成だった作品を発見したロイは、この父の遺産をイラストレーターのジョディー・ウィーラーらと共に完成させ、30年を経た父子の共著『One More Acorn』として2010年に出版した。代表作の『くまのコールテンくん』はB.G.ヘネシーやヴィオラ・デイヴィスなどによって続編が執筆されている。
2018年、ニューヨーク市博物館で開催された「A City for Corduroy（コールテンくんのための都市）」展で作品が特集展示された。

## 作品

### 絵本・児童書
- It Shouldn't Happen (Harcourt, Brace, 1945), 212 pp., LCCN 45-7182
- Come One, Come All! (Rinehart, 1949)  LCCN 49-11554 ※自伝
- Chuggy and the Blue Caboose (Viking, 1951) ※妻リディア・フリーマンとの共著
- Pet of the Met (1953) ※妻リディア・フリーマンとの共著

- Beady Bear (1954)
- Mop Top (1955)
- Fly High, Fly Low (1957), 1958 Caldecott Honor recipient
- The Night the Lights Went Out (1958)
- Norman the Doorman (1959)
- Space Witch (1959)
- Cyrano the Crow (1960)
- Come Again, Pelican (1961)
- Ski Pup (1963)
- Dandelion (1964)
- The Turtle and the Dove (1964)
- A Rainbow of My Own (1966)
- Angelenos, Then and Now (LA City School District, 1966), LCCN 78-301016
- The Guard Mouse (1967)
- Add-a-line Alphabet (1968)
- Corduroy (1968)
- Quiet! There's a Canary in the Library (1969)
- Tilly Witch (1969)
- Forever Laughter (1970)
- Hattie the Backstage Bat (1970)
- Penguins, of All People (1971)
- Inspector Peckit (1972)
- Flash the Dash (1973)
- The Paper Party (1974)
- The Seal and the Slick (1974)
- Will's Quill (1975)
- Bearymore (1976)
- Chalk Box Story (1976)
- A Pocket for Corduroy (1978)

- Gregory's Shadow (Viking, 2000)[要説明]
- Manuelo the Playing Mantis (2004)
- Earl the Squirrel (2005)
- One More Acorn (2010) ※息子ロイ・フリーマンとの共著
- Jigsaw Summer (2021) ※遺作

### イラスト
- Diedrich Knickerbocker's History of New-York, written by ワシントン・アーヴィング (The Heritage Press, 1940), LCCN 40-31939; original, 1809
- My Name Is Aram, by ウィリアム・サローヤン (Harcourt, Brace, 1940), collection
- The Human Comedy, by ウィリアム・サローヤン (Harcourt, 1943)
- The White Deer, by ジェームズ・サーバー (1945) – "illustrated by the author and Don Freeman" LCCN 45-35191
- The Saroyan Special: selected short stories, by ウィリアム・サローヤン (Harcourt, 1948)
- en:Bill Bergson Lives Dangerously, by アストリッド・リンドグレーン (Viking, 1954); original, 1951, Swedish
- Mike's House, Julia L. Sauer (1954)
- Ghost Town Treasure, Clyde Robert Bulla (1957)
- This For That, Ann Nolan Clark (Golden Gate Junior Books, 1966), OCLC 276516
- Joey's Cat, Robert J. Burch (1969)
- Edward and the Night Horses, Jacklyn Meek Matthews (Golden Gate Junior Books, 1971), LCCN 78-141156
- Monster Night at Grandma's House, Richard Peck (1977)
- Dinosaur, My Darling, Edith Thacher Hurd (Harper & Row, 1978)
- The Day Is Waiting, Linda Z. Knab (Viking, 1980)

### ワードレスノベル
- Skitzy: the Story of Floyd W. Skitzafroid, (自費出版, 1955)[21]
- Great Shakes, (自費出版, 1955; Republished by Taotime Verlag, 2021, ISBN 978-3-906945-28-6)[22]

### 日本語訳
- Corduroy
  - ドン・フリーマン、まつおかきょうこ『くまのコールテンくん』偕成社、1975年5月。ISBN 4032021902。
- Come Again, Pelican
  - ドン・フリーマン、さいおんじさちこ『ターちゃんとペリカン』ほるぷ出版、1975年10月。ISBN 4593500079。
- Beady Bear
  - ドン・フリーマン、まつおかきょうこ『くまのビーディーくん』偕成社、1976年2月。NDLJP:12914957。
- Chalk Box Story
  - ドン・フリーマン、さいおんじさちこ『くれよんのはなし』ほるぷ出版、1976年10月。ISBN 4593500575。
- A Rainbow of My Own
  - ドン・フリーマン、大岡信『みつけたぞぼくのにじ』 31巻、岩波書店〈岩波の子どもの本〉、1977年6月。ISBN 4001151316。
- The Seal and the Slick
  - ドン・フリーマン、さいおんじさちこ『あしかのあーすけ』偕成社、1979年3月。 NCID BN08652383。
- The Paper Party
  - ドン・フリーマン、さいおんじさちこ『にんぎょうのくに』岩波書店〈フリーマンのえほん〉、1979年4月。NDLJP:13669848。
- How To Steal A Pennant
  - モーリー・ウィルス、ドン・フリーマン 、木暮利貞『われもし監督なりせば!! : 盗塁王の旗取り物語』ベースボール・マガジン社、1980年4月。NDLJP:12443864。
- A Pocket for Corduroy 
  - ドン・フリーマン、さいおんじさちこ『コーちゃんのポケット』ほるぷ出版、1982年10月。ISBN 9784593501687。
  - ドン・フリーマン、木坂涼『コールテンくんのポケット』好学社、2022年10月。ISBN 9784769022701。
- Dandelion
  - ドン・フリーマン、アーサー・ビナード『ダンデライオン』 アメリカの絵本、福音館書店〈世界傑作絵本シリーズ〉、2005年2月。ISBN 4834005003。
- Fly High, Fly Low 
  - ドン・フリーマン、やましたはるお『とんでとんでサンフランシスコ』BL出版、2005年8月。ISBN 4776401355。
- Earl the Squirrel
  - ドン・フリーマン、やましたはるお『子リスのアール』BL出版、2006年11月。ISBN 477640205X。
- Chuggy and the Blue Caboose
  - ドン・フリーマン、リディア・フリーマン、やましたはるお『機関車シュッポと青いしんがり貨車』BL出版、2007年12月。ISBN 9784776402589。
- Quiet! There's a Canary in the Library
  - ドン・フリーマン、なかがわちひろ『しずかに!ここはどうぶつのとしょかんです』BL出版、2008年4月。ISBN 9784776402862。
- Tilly Witch
  - ドン・フリーマン、なかがわちひろ『ハロウィーンのまじょティリー』BL出版、2008年9月。ISBN 9784776403180。
- Pet of the Me
  - ドン・フリーマン、リディア・フリーマン、やましたはるお『オペラハウスのなかまたち』BL出版、2008年10月。ISBN 9784776403166。
- Norman the Doorman
  - ドン・フリーマン、山下明生『門ばんネズミのノーマン』BL出版、2008年12月。ISBN 9784776403272。